# 菊池千本槍
菊池千本槍（きくちせんぼんやり）は、太刀洗と共に、九州の豪族、菊池氏の勇猛さ、及び武士の精神を表す言葉である。
また、菊池氏の庇護下にあった延寿派が、戦国時代末期までに考案した槍の様式を指す言葉としても用いられ、こちらを指す場合には「菊池槍（きくちやり）」とも呼称される。明治時代に南北朝時代初期の武将菊池武時が考案したとされるが、実際は年代不明である。
以下、当項目では主にこの菊池槍について記述する。

## 概要

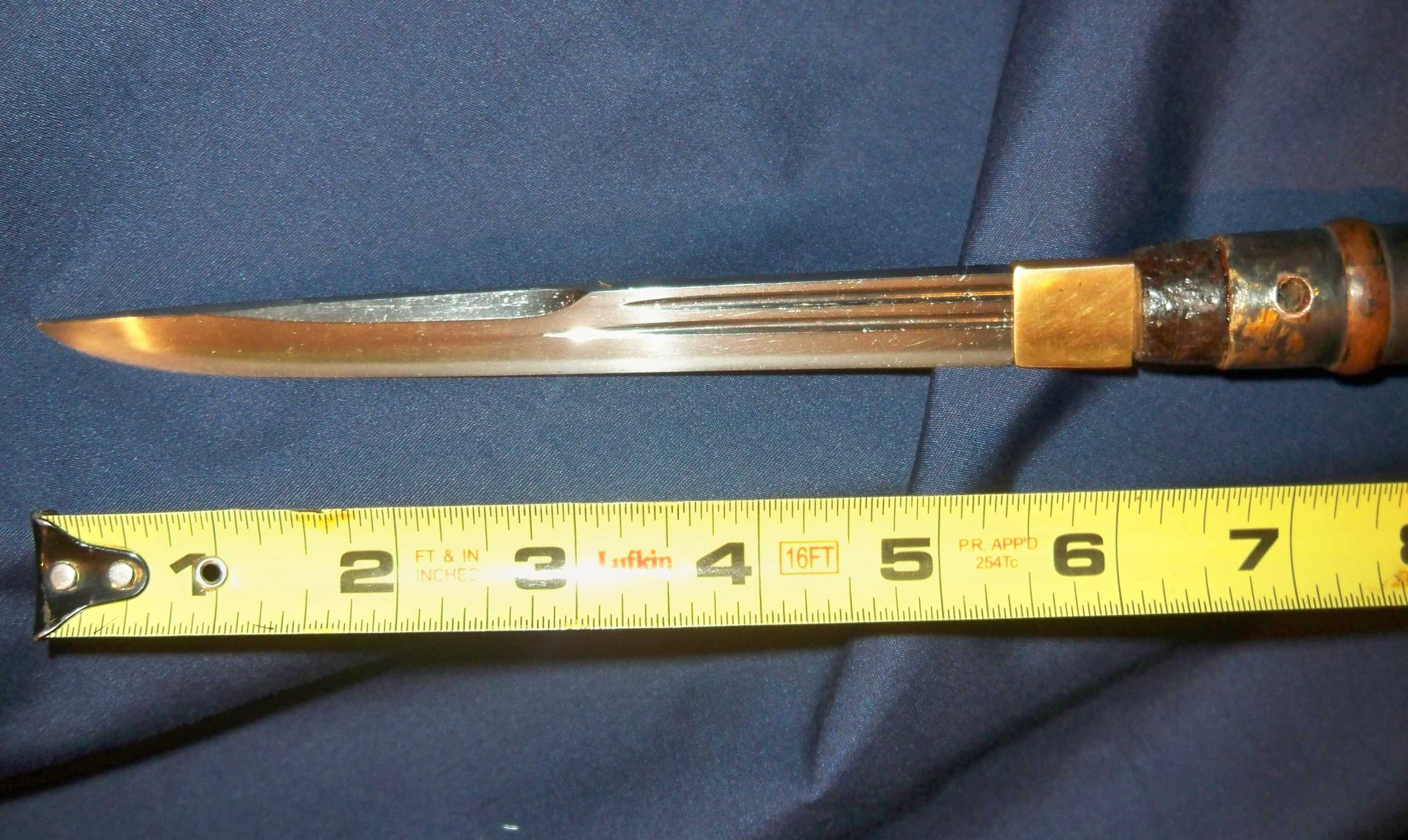
菊池槍様式の槍の穂先

鎌倉時代から戦国時代末期にかけて活動した延寿派が打ったのが菊池槍である。以下の特徴を備えている。
- 鋒は横手のない鵜の首造り[1]。
- ハバキもとには刃区・棟区を付ける[1]。
- 身幅が狭い。重ねが厚い[1]。
- 茎（なかご）は普通の槍のように長いが、その幅は刀のように長い[1]。
- 反りは強い内反り[1]。

また、雑兵が持つものは刃長6寸で、隊長は1尺のものを使用した（隊長のものは「数取り」という）。この工夫によって、士卒の数を一目見て数えやすくなっていた。
「菊池千本槍」というのは、多くの士卒に持たせたことから名付けられた。森本一瑞『肥後国志』（明和9年（1772年））によれば、その起源は不明とされる。したがって、延寿派が消滅した戦国時代末期までに開発されたということしかわからない。
箱根・竹の下の戦いにおいて作られた（後述）もの、とされているものが後世に伝えられており、後に熊本県の菊池神社が建立された際に奉納され、現在では菊池神社の付属施設である「菊池神社歴史館」に収蔵されている。

## 明治時代の創作
前節の通り、その起源については確かな在銘槍も史料も存在しないが、明治時代に以下のような創作が作られて、広まるようになった。
なお、以下の文に「これが肥後延寿派の刀工の起源とされる」などとあるが、延寿国村の在銘刀には建治2年（1276年）のものがあることから明確に偽説である。現存する在銘刀の分布からして、実際は元寇およびその再襲に備えて来派の刀工を招聘したのが延寿派の起源と考えられている。

## 明治以降
上記の創作を元に、明治時代以降、海軍士官の将校用短剣の刀身に菊池槍直しの短刀を用いることが流行した。精神的・歴史的な意味もあるが、菊池槍が比較的細身で海軍士官短剣の外装の形状に合致したのも理由の一つである。
その中でも特に知られるのが、特殊潜航艇によるシドニー港攻撃の松尾敬宇海軍大尉の逸話であり、同大尉は先祖伝来の菊池槍を携行して攻撃に臨んだ。この松尾大尉の逸話は昭和の戦時中末期の戦意高揚映画、『菊池千本槍シドニー特別特攻隊』（昭和19年（1944年）、大映、菊池寛監督)に流用された。
この逸話について菊池寛はこう語っている。

## その他
杖その他に刀剣類を内蔵させた、仕込み刀と呼ばれる一連の武器の中に「仕込み打刀（しこみ－うちがたな）」（もしくは「仕込み槍（しこみ－やり）」）と呼ばれるものがあり、これは外観は通常の日本刀のようでありながら、柄の側に短刀の刀身が仕込んである（“柄”は実は「鞘」であり、“鞘”の方が使用時の「柄」になる）という隠し武器の一つである。
菊池槍様式の槍の穂先の中にはこれらに用いられていたものもあり、文献等ではこの“刀の柄部分に短刀を仕込んだ隠し武器”を「菊池槍」の名称で紹介していることがあるが、上記のように菊池槍とは槍のうち、ある一つのものの伝来と種類を指す名称であり、仕込み打刀（仕込み槍）のみを指して“菊池槍”と呼称することは誤りである。